# ایزکوپاتا
ایزکوپاتا (به اسپانیایی: Izcopata) یک کوه در پرو است که در Peru, Ancash Region واقع شده‌است. ایزکوپاتا ۴٬۴۰۰ متر بالاتر از سطح دریا واقع شده‌است.